# Decatur (Illinois)
Decatur é uma cidade localizada no estado americano de Illinois, no Condado de Macon.

## Demografia
Segundo o censo americano de 2000, a sua população era de 81.860 habitantes.
Em 2006, foi estimada uma população de 77.047, um decréscimo de 4813 (-5.9%).

## Geografia
De acordo com o United States Census Bureau tem uma área de
118,8 km², dos quais 107,6 km² cobertos por terra e 11,2 km² cobertos por água. Decatur localiza-se a aproximadamente 217 m acima do nível do mar.

## Localidades na vizinhança
O diagrama seguinte representa as localidades num raio de 16 km ao redor de Decatur.